# 犯罪心理學
犯罪心理學（英語：Criminal psychology）是一門研究犯罪事件相關人物的行為的科學及犯罪因素，与犯罪人类学相关。與犯罪相關的人物，一般首先想到的是犯罪人，但也包括職司逮捕、偵查、追訴、審判、行刑的各種司法人員；此外也包括證人和被害人。主要深入研究“导致人犯罪的是什么”，同时也包括犯人在逃跑中或法庭上的反应。包括审判心理学、矫正心理学、狹义的犯罪心理学及被害者心理学。
犯罪心理學家也可以作為鑑定人（英美法稱為專家證人），以幫助法官和陪審團了解犯人的心理、證人記憶的可信性等問題。
精神醫學亦有處理到一部份的犯罪行為，尤其是精神病一類的犯罪人之治療。

## 犯罪人的研究
就犯人而言，研究他在不同情境下的行為原因和可能抑制犯罪的因素，這大概也是公共議題上最重要的的問題。犯罪心理學也研究犯罪人在犯罪後的行為，像是在被追捕過程的反抗或更進一步犯罪，在法庭上的陳述，在監獄裡的行為，再犯矯治的有效因素等等。
「如何透過矯治來減少再犯」是至今較被忽視，但就一個社會的犯罪處理而言是相當重要的犯罪心理學議題。當代對犯人矯治研究最先進的國家是加拿大。

## 歷史
犯罪心理學或稱為罪犯側寫，起源於1940年時代，當時的美國戰略情報局（中央情報局前身）要求精神病學家威廉·蘭格側寫阿道夫·希特勒的心理。第二次世界大戰之後，英國的精神病學家利昂內爾·哈瓦特在英國皇家空軍中工作，側寫了一串納粹的高階戰犯可能表現出來的行為特徵，以期能由一群被捕的士兵和飛行員中找出他們。
1950年代時，美國精神病學家布魯賽爾精確地側寫了恐怖份子攻擊紐約的不尋常心理狀態。
最快速的發展出現在聯邦調查局在匡堤科開了聯邦調查局學院之後，此一學院導致了全國研究暴力罪行中心和暴力犯罪執導系統的建立。其原初的想法是想建立一個可以找出許多無解的重大犯罪之間關連性的系統。
在英國，大衛·康特博士是於1980年代中期指導警方偵探偵辦已犯下一連串重大攻擊行為的罪犯的一位先驅，但康特博士看到了「罪犯側繪」的侷限性－尤其是在做為一個心理學家的主觀、個人看法之下。他和一位同事靖奎創立了「調查心理學」這一詞，並且開始嘗試以他們認為較科學的觀點來逼進此一主題。